# Резник, Яков Лазаревич
Яков Лазаревич Резник (13 апреля 1912, Житомир — 5 февраля 1988, Свердловск) — русский советский писатель, журналист, прозаик-документалист.

## Биография
Родился в Житомире в рабочей еврейской семье, два года учился в хедере. В 1930 году был направлен курсантом на Центральные курсы комсомольских работников в город Харьков. Два года после этих курсов работал заведующим отделом и заместителем редактора газеты ЦК комсомола Украины «Молодая гвардия».
Окончил институт журналистики имени «Правды» в городе Москве. Работал редактором газеты «Магнитогорский металл», заведующим отделом газеты «Магнитогорский рабочий», в 1940 году переведен в Свердловск на Уралмашзавод в газету «За тяжелое машиностроение».
В 1943 году ответственным секретарем газеты «Доброволец» ушел в составе Уральского танкового добровольческого корпуса на фронт, пройдя с ним весь боевой путь — от Орла до Праги. Гвардии старший лейтенант.
Награжден двумя орденами Орден Отечественной войны II степени (13.06.1945, 06.11.1985), Орден Красной Звезды (08.03.1945), двумя медалями «За боевые заслуги» (14.05.1944, 30.04.1954), медалями «За взятие Берлина» (09.06.1945), «За освобождение Праги» (09.06.1945), «За победу над Германией в Великой Отечественной войне 1941—1945 гг.» (09.05.1945).
В 1957 году, после демобилизации, вернулся в Свердловск.
Похоронен на Широкореченском кладбище.

## Литературное творчество
В своих книгах Я. Л. Резник писал о значимых людях своей эпохи, о тех, кто вызвал у него живой интерес, подкрепляемый многочисленными свидетельствами очевидцев и углублённый архивными поисками. Так в Германии (в архиве Гестапо) Яков Резник обнаружил многотомное дело Юлиуса Фучика. На его основе и воспоминаниях Густы Фучик (жены чешского писателя-патриота), была написана одна из первых книг Я. Резника — «Рассвет над Влтавой».
С Г. К. Орджоникидзе, героем другой своей книги, Резник встречался на Магнитке. Обогатив затем свои впечатления о легендарном наркоме архивными изысканиями и свидетельствами многих людей, близко знавших Серго, Яков Лазаревич написал книгу — «Народный комиссар».
Герой другой его книги «Чекист» — видный большевик Я. М. Юровский, которого в наше время провозгласили главным расстрельщиком царской семьи Романовых. Эта повесть написана по воспоминаниям старой большевички А. Н. Бычковой, которая лично общалась с комендантом «дома особого назначения», и на том историческом фоне, и комендант, и самый тот расстрел воспринимались существенно по-другому.
Наиболее известной из книг, написанных Яковом Резником, является документальная повесть «Сотворение брони». Она рассказывает о создателях легендарного танка Т-34 — лучшей боевой машины второй мировой войны. В центре повествования — образ главного конструктора танка М. И. Кошкина. Книга выдержала четыре переиздания, на её основе в 1980 году был поставлен художественный фильм «Главный конструктор».

## Семья
Жена — оперная певица Мария Ивановна Резник (урождённая Кискина), дочь — литератор Людмила Яковлевна Резник (род. 1942), сын — Сергей Яковлевич Резник. Второй брак - с Розой Павловной Резник, сын - (усыновлён) Резник Ян Станиславович.